# Aldo Rocha
Aldo Paul Rocha González (León, Guanajuato; 6 de noviembre de 1992) es un futbolista mexicano. Juega como mediocampista defensivo y su club es el Atlas Fútbol Club de la Liga MX.

## Estadísticas
| Club                    | División            | Torneo              | Liga     | Liga  | Copas internacionales * | Copas internacionales * | Copa Nacional        | Copa Nacional | Total            | Total |
| Club                    | División            | Torneo              | Partidos | Goles | Partidos                | Goles                   | Partidos             | Goles         | Partidos         | Goles |
| ----------------------- | ------------------- | ------------------- | -------- | ----- | ----------------------- | ----------------------- | -------------------- | ------------- | ---------------- | ----- |
| Club León México        | Primera División    | Clausura 2013       | 1        | 0     | 0                       | 0                       | 3                    | 0             | 4                | 0     |
| Club León México        | Primera División    | Apertura 2013       | 7        | 0     | 0                       | 0                       | 2                    | 0             | 7                | 0     |
| Club León México        | Primera División    | Clausura 2014       | 3        | 0     | 2                       | 0                       | 9                    | 0             | 1                | 0     |
| Club León México        | Primera División    | Apertura 2014       | 4        | 0     | 4                       | 0                       | 0                    | 0             | 8                | 0     |
| Club León México        | Primera División    | Clausura 2015       | 5        | 0     | 0                       | 0                       | 0                    | 0             | 5                | 0     |
| Club León México        | Primera División    | Apertura 2015       | 13       | 0     | 0                       | 0                       | 4                    | 0             | 17               | 0     |
| Club León México        | Primera División    | Clausura 2016       | 20       | 2     | 0                       | 0                       | 1                    | 0             | 22               | 0     |
| Club León México        | Primera División    | Apertura 2016       | 8        | 0     | 0                       | 0                       | 3                    | 0             | 11               | 0     |
| Total                   | Total               | Total               | 61       | 2     | 6                       | 0                       | 13                   | 0             | 80               | 2     |
| Monarcas Morelia México | Primera División    | Clausura 2017       | 16       | 0     | 0                       | 0                       | 2                    | 0             | 18               | 0     |
| Monarcas Morelia México | Primera División    | Apertura 2017       | 5        | 0     | 0                       | 0                       | 2                    | 0             | 7                | 0     |
| Monarcas Morelia México | Primera División    | Clausura 2018       | 16       | 0     | 0                       | 0                       | 0                    | 0             | 16               | 0     |
| Monarcas Morelia México | Primera División    | Apertura 2018       | 16       | 0     | 0                       | 0                       | 3                    | 0             | 19               | 0     |
| Monarcas Morelia México | Primera División    | Clausura 2019       | 16       | 0     | 0                       | 0                       | 2                    | 0             | 18               | 0     |
| Monarcas Morelia México | Primera División    | Apertura 2019       | 21       | 3     | 0                       | 0                       | 1                    | 0             | 22               | 3     |
| Monarcas Morelia México | Primera División    | Clausura 2020       | 4        | 2     | 0                       | 0                       | 1                    | 2             | 5                | 4     |
| Total                   | Total               | Total               | 94       | 5     | 0                       | -                       | Mazatlán Fútbol Club | México        | Primera División |       |
| Apertura 2020           |                     |                     |          |       |                         |                         |                      |               |                  |       |
| Total en su carrera     | Total en su carrera | Total en su carrera | 155      | 7     | 6                       | 0                       | 24                   | 2             | 185              | 9     |

- (*) Copa Sudamericana, Liga de Campeones de CONCACAF, Mundial de Clubes, Copa Libertadores y SuperLiga Norteamericana.
- Estadísticas hasta el 20 de enero de 2020.

## Palmarés

### Campeonatos nacionales
| Título               | Club  | País   | Año  |
| -------------------- | ----- | ------ | ---- |
| Liga BBVA MX         | León  | México | 2013 |
| Liga BBVA MX         | León  | México | 2014 |
| Liga BBVA MX         | Atlas | México | 2021 |
| Liga BBVA MX         | Atlas | México | 2022 |
| Campeón de Campeones | Atlas | México | 2022 |